# Chris Harris (catch)
Pour les articles homonymes, voir Harris et Chris Harris.
Christopher Eric Harris, né le 25 décembre 1973 à Fort Wright est un catcheur (lutteur professionnel) américain.
Il commence sa carrière à la World Championship Wrestling avant de rejoindre la Total Nonstop Action Wrestling où avec James Storm il forme l'équipe America's Most Wanted entre 2002 et 2006 ils remportent à six reprises le championnat du monde par équipes de la National Wrestling Alliance, il est aussi une fois champion par équipe avec Elix Skipper.

## Carrière de catcheur

### Débuts (1994-2000)
Harris commence sa carrière en novembre 1993 et lutte essentiellement dans des petites fédérations.

### World Championship Wrestling (2000-2001)
Harris signe un contrat avec la World Championship Wrestling en 2000. Il apparaît comme membre de la sécurité du clan The New Blood (en). Le 14 octobre au cours du spectacle célébrant les 52 ans de la National Wrestling Alliance (NWA), il perd un match pour le championnat du monde poids lourd de la NWA face à Mike Rapada (en). Il reste à la WCW jusqu'au rachat par la World Wrestling Federation en mars 2001.

### Total Nonstop Action Wrestling (2002-2008)

#### America's Most Wanted (2002–2006)
Le 1er juin 2002, obtient un essai pour la Total Nonstop Action Wrestling (TNA) où il affronte James Storm. À la suite de cet essai, la TNA engage Harris et Storm. Il apparaît lors de la première émission de la TNA le 19 juin où il est un des participants du Gauntlet for Gold match et se fait éliminer par Brian Christopher. La semaine suivante, il commence à faire équipe avec Storm avec qui il forme l'équipe America's Most Wanted (AMW) et battent The Rainbow Express (Bruce (en) et Lenny). Ils participent au tournoi désignant les champions du monde par équipes de la National Wrestling Alliance (NWA) le 3 juillet en éliminant les Johnsons (Richard et Rod Johnson) en demi-finale. Au cours de combat, Storm se blesse à la cheville et A.J. Styles et Jerry Lynn les remplacent. Styles et Lynn deviennent champion jusqu'au 14 août où la TNA leur retire le titre,. Le 18 septembre, la TNA organise un Gauntlet for the Gold battle royal pour désigner les challengers pour le championnats du monde par équipes.  Harris est le dernier à entrer sur le ring et permet à AMW de participer à ce match de championnat en étant co-vainqueur de ce match face à Brian Lee. Juste après ce combat, AMW bat Lee et Ron Harris pour devenir champion du monde par équipes de la NWA.

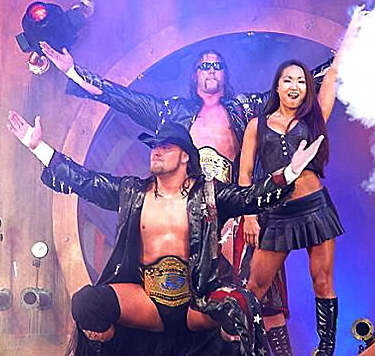
The America's Most Wanted.

En mars et avril 2003, le duo est au bord de la rupture, et le 7 mai 2003, les deux hommes s'affronteront même dans un single match. Storm gagne le match, et à la fin, les deux hommes se serrent la main. Harris rejette l'offre de Vince Russo qui lui proposait de rejoindre les Sports Entertainment Extreme.
Début 2004, une vieille blessure à l'épaule réapparait et fait que Storm est éloigné des rings. Chris Harris obtient ainsi, le 17 mars 2004, un match pour le titre mondial de la NWA qu'il perd face au champion Jeff Jarrett. Le 2 juin 2004, il retente d'obtenir le titre dans un match de l'échelle « King of the Mountain », mais Jeff Jarrett le bat une nouvelle fois. Par la suite, l'équipe des America's Most Wanted reprendra du service, mais pour une courte durée puisque James Storm sera de nouveau blessé au cou et à l'épaule. Le 8 septembre 2004, Harris sera associé à Elix Skipper pour gagner, la cinquième fois de sa carrière, le titre par équipe de la NWA. Harris et Storm seront réunis plus tard.
Le 16 janvier 2005, Harris deviendra pour la sixième fois Champion par équipe de la NWA, avec James Storm, en battant Bobby Roode et Eric Young. Harris gagnera une septième fois ce titre, en faisant un turn heel et en battant The Naturals le 15 octobre 2005. Il reprendra également son rôle de faux Sting le 7 janvier 2006 lors de TNA iMPACT! dans le cadre d'une rétrospective sur la carrière de Sting.

#### Diverses rivalités et départ (2007-2008)
La séparation de America's Most Wanted survint le 14 décembre 2006 lors d'un épisode d'iMPACT! James Storm a en effet agressé Harris avec une bouteille de bière, alors que les deux hommes faisaient équipe ensemble dans un match pour le titre.
Le 11 janvier 2007, Harris déclare (kayfabe) dans une interview avec Mike Tenay qu'il pourrait mettre fin à sa carrière de catcheur. Harris ne sera plus vu à la télévision jusqu'au pay-per-view TNA Against All Odds dans lequel il apparait avec un bandeau sur l'œil. Lors de l'épisode d'iMPACT! du 1er mars 2007, Chris Harris déclare que sa vision n'est plus que de 30 % mais qu'il souhaite malgré tout se venger de Storm. À TNA Lockdown, Harris affrontera Storm, mais ne réussira pas à le vaincre dans un match « Six Sides of Steel » où les deux hommes auront les yeux bandés. Il sera révélé plus tard que la vision de Harris est restauré, et ce dernier affrontera Storm à Sacrifice, dans un match « Texas Death » duquel Harris sort vainqueur. Après cela, Chris Harris assistera Rhino et Hector Guerrero. À TNA Slammiversary, Harris sera le dernier concurrent lors du match « King of the Mountain », mais perdra face à Kurt Angle. Harris aura une rivalité avec Christian Cage, perdant contre lui à TNA Victory Road à cause de l'intervention de Dustin Rhodes.
La rivalité entre Rhodes et Harris continuera plusieurs semaines jusqu'à TNA Hard Justice, où Harris défait Rhodes par disqualification, et à TNA No Surrender où Harris gagnera une nouvelle fois, cette fois dans un match sans disqualification. Après cela, Harris aura une gimmick où il se plaindra de la façon dont la TNA l'a manipulé et ne l'a utilisé que sporadiquement lors des shows. Le 11 janvier 2008, la TNA annonce sur son site internet que Harris a été libéré par sa compagnie.

### Circuit indépendant
Harris a travaillé assez régulièrement à la NWA Cyberspace seul, aussi bien qu'en équipe avec James Storm. Le 19 novembre, il bat Jeff Jarrett pour le NWA Cyberspace Heavyweight Championship. Mais, immédiatement après, un match est organisé, un « Triple Threat match » où Harris doit vaincre Jeff Jarrett et Abyss s'il veut conserver son titre. Abyss battra finalement les deux hommes et remportera le Cyberspace Heavyweight Championship.

### World Wrestling Entertainment (2008)
Harris annonce sur son site officiel qu'il a signé un contrat avec la WWE le 29 janvier 2008. Le 11 mars 2008, Harris perdra contre Shelton Benjamin dans un dark match. Chris Harris fera ses débuts à la ECW le 8 juillet 2008 sous le nom de Braden Walker et il battra Armando Estrada.
Le 7 aout 2008, la WWE a annoncé sur son site internet, le départ de Braden Walker, plus connu sous le nom de Chris Harris.

### Total Nonstop Action Wrestling (2011)

#### Retour et Immortal (2011)
Lors de l'Impact du 17 juin il fait son retour à la TNA en incarnant un faux Sting, qui entrainera Jeff Jarrett dans un piège du vrai Sting. il effectue son retour le 12 mai à IMPACT!, se présentant comme le partenaire de Matt Hardy qui affrontera Robert Roode et James Storm à TNA Sacrifice pour les TNA World Tag Team Championship,. Lors de Sacrifice, lui et Matt Hardy perdent contre Beer Money, Inc. et ne remportent pas les TNA World Tag Team Championship.

### Second retour à Impact Wrestling (2021)
Il fait son deuxième retour à Impact Wrestling le 30 mars 2021, en accompagnant James Storm au ring pour le 1000e match à Impact de ce dernier qui bat Eric Young.
Lors de Slammiversary (2022), lui et James Storm viennent aux abords du ring après le match entre The Briscoe Brothers (Jay Briscoe et Mark Briscoe) et The Good Brothers (Doc Gallows et Karl Anderson) et vante le mérite du catch par équipe à Impact Wrestling.

## Palmarès
- Frontier Elite Wrestling
  - 1 fois FEW Tag Team Champion avec James Storm

- Interstate Championship Wrestling
  - 1 fois ICW Heavyweight Champion

- Mountain Wrestling Association
  - 2 fois MWA Heavyweight Champion
  - 1 fois MWA Tag Team Champion avec Rated X

- Music City Wrestling
  - 1 fois NWA North American Heavyweight Champion

- NWA Shockwave
  - 1 fois NWA Cyberspace Heavyweight Champion

- Northern Wrestling Federation
  - 2 fois NWF Heavyweight Champion
  - 1 fois NWF Tag Team Champion avec Sean Casey
  - 1 fois NWF Tri-State Champion

- Peel's Championship Wrestling
  - 1 fois PCW Tag Team Champion avec Sean Casey

- Pro Wrestling Illustrated
  - Équipe de l'année 2004 avec James Storm

- Purks International Championship Wrestling
  - 1 fois PICW Heavyweight Champion

- Superstar Wrestling Federation
  - 1 fois SWF Heavyweight Champion

- Total Nonstop Action Wrestling
  - 7 fois NWA World Tag Team Championship avec James Storm (6) et Elix Skipper (1)
  - Gauntlet For The Gold (2002 – Tag Team) avec James Storm
  - TNA Anarchy Alliance Tag Team Tournament (2003) avec James Storm

- World Wrestling Council
  - 1 fois WWC World Tag Team Champion avec James Storm

- USA Championship Wrestling
  - 1 fois USA North American Heavyweight Champion

- Wrestling Observer Newsletter
  - Équipe de l'année 2005 avec James Storm

## Vie personnelle
En 1999, il s'est marié avec Susan, sa petite amie depuis quatre ans. La même année, il est apparu dans le clip vidéo de la chanson I Can’t Lie to Me de Clay Davidson.